# Inwazja Mocy
Inwazja Mocy – plenerowa akcja promocyjna organizowana rokrocznie w wakacje od 1995 do 2000 przez RMF FM, ogólnopolską rozgłośnię radiową nadającą program z Kopca Kościuszki w Krakowie.
Polegała na organizowaniu codziennych koncertów (każdy w innym mieście) z udziałem gwiazd muzyki polskiej, a w roku 2000 – światowej. W czasie Inwazji Mocy 2000 odbył się największy koncert w dziejach kraju – występ zespołu Scorpions na lotnisku w podkrakowskim Pobiedniku Wielkim na lotnisku Kraków-Pobiednik Wielki. Wzięło w nim udział według różnych szacunków 700-800 tysięcy osób.
W koncertach brały udział znane zespoły polskiej sceny rockowej.

## 1996

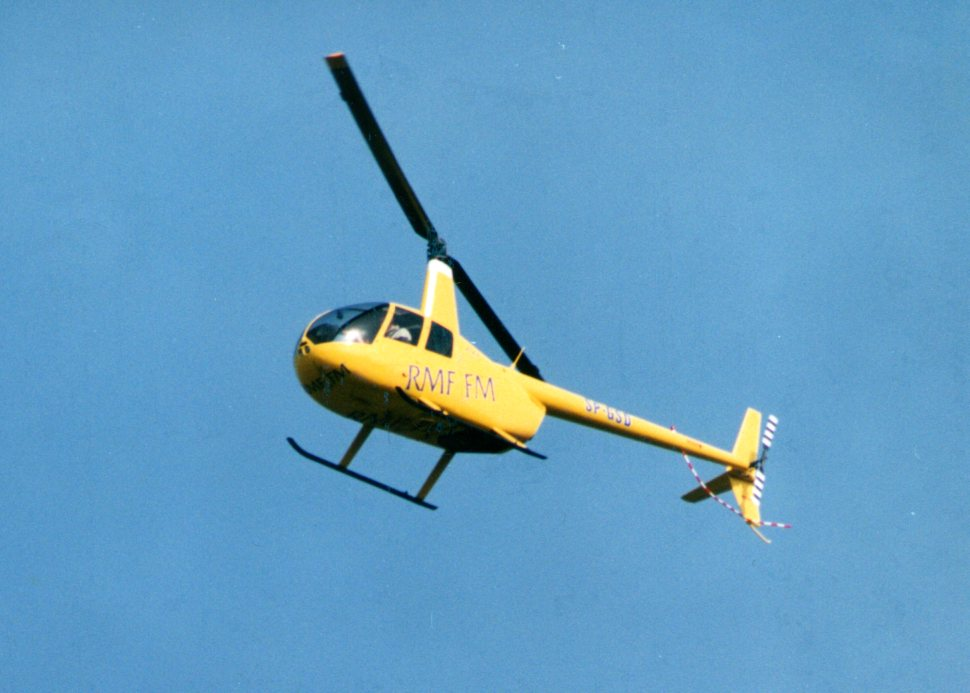
Helikopter RMF FM

W tym roku przyjęto konwencję Gwiezdnych Wojen. Konwój RMF FM odwiedził 55 miast. W każdym z odwiedzanych miast do południa szukano czeku na 5000 zł, a potem odbywała się impreza. Wśród wykonawców znaleźli się m.in.: Quart, Lizar, Blenders, Liroy i Dżem. W ramach trasy, 25 sierpnia na warszawskim stadionie Gwardii, wystąpiła Tina Turner. 15 sierpnia podczas imprezy w Tychach zdarzył się tragiczny wypadek – helikopter w barwach RMF FM, biorący udział w imprezie, runął na ziemię w lesie w pobliżu Murcek. Zginął pilot, a impreza została przerwana. Partnerami Inwazji Mocy 96 byli: Hortex, Thomson, CSZ Buty oraz Super Express.

### Przebieg trasy
| Tydzień | Data  | Dzień | Miasto              | Miejsce                                                     |
| ------- | ----- | ----- | ------------------- | ----------------------------------------------------------- |
| 27      | 01.07 | Pn    | Solina              | Parking przy Białej Flocie                                  |
|         | 02.07 | Wt    | Rzeszów             | Tereny rekreacyjne przy ul. Broniewskiego                   |
|         | 03.07 | Śr    | Stalowa Wola        | Teren MOSiR, ul. Hutnicza                                   |
|         | 04.07 | Czw   | Zamość              | Rynek Główny                                                |
|         | 05.07 | Pt    | Chełm               | Park w os.XXX-lecia, przy ul.Powstańców Warszawy            |
|         | 06.07 | Sob   | Lublin              | Ośrodek Wypoczynkowy MARINA, ul. Krężnicka/Bryńskiego       |
| 28      | 08.07 | Pn    | Siedlce             | Park Miejski obok Amfiteatru                                |
|         | 09.07 | Wt    | Ostrołęka           | Łąka między ul. gen. Aleksandra Gorbatowa i ul. Goworoskiej |
|         | 10.07 | Śr    | Białystok           | Rynek Sienny, ul. Legionowa                                 |
|         | 11.07 | Czw   | Augustów            | Plaża Miejska nad jeziorem Necko                            |
|         | 12.07 | Pt    | Mrągowo             | Plac Rocha                                                  |
|         | 13.07 | Sob   | Olsztyn             | Teren obok hali hali Urania, ul.Piłsudskiego 34             |
| 29      | 15.07 | Pn    | Elbląg              | Plac Jagiellończyka                                         |
|         | 16.07 | Wt    | Grudziądz           | Błonia Nadwiślańskie                                        |
|         | 17.07 | Śr    | Toruń               | Plac na Rubinkowie, obok Poczty                             |
|         | 18.07 | Czw   | Inowrocław          | Plac przy ul. Kleeberga                                     |
|         | 19.07 | Pt    | Bydgoszcz           | Błonia przy Stadionie KS Chemik, ul. Glinki 79              |
|         | 20.07 | Sob   | Poznań              | Stare koryto Warty, między ul. Chwaliszewo a Estkowskiego   |
| 30      | 22.07 | Pn    | Piła                | Plac przy al. Wojska Polskiego                              |
|         | 23.07 | Wt    | Drawsko Pomorskie   | Park Chopina, wjazd od ul. Seminaryjnej                     |
|         | 24.07 | Śr    | Koszalin            | Plac Papieski                                               |
|         | 25.07 | Czw   | Chojnice            | Osiedle 700-lecia                                           |
|         | 26.07 | Pt    | Tczew               | Bulwar nad Wisłą, ul. Jana z Kolna                          |
|         | 27.07 | Sob   | Gdańsk              | Stare Lotnisko na Zaspie                                    |
| 31      | 29.07 | Pn    | Władysławowo        | Plac przy ul.1000-lecia                                     |
|         | 30.07 | Wt    | Łeba                | Plac przy ul. Szkolnej                                      |
|         | 31.07 | Śr    | Darłówek            | Plac przy ul. Słowiańskiej                                  |
|         | 01.08 | Czw   | Kołobrzeg           | Stadion Sportowy MZOS ul. Śliwińskiego                      |
|         | 02.08 | Pt    | Międzyzdroje        | Stadion Sportowy przy ul. Gryfa Pomorskiego 46b             |
|         | 03.08 | Sob   | Szczecin            | Wały Chrobrego                                              |
| 32      | 05.08 | Pn    | Gorzów Wielkopolski | Park Słowiański, ul. Słowiańska 2                           |
|         | 06.08 | Wt    | Zielona Góra        | Park Piastowski przy amfiteatrze, ul. Festiwalowa           |
|         | 07.08 | Śr    | Legnica             | Park Miejski                                                |
|         | 08.08 | Czw   | Jelenia Góra        | Plac na Zabobrzu, przy ul. Noskowskiego, Elsnera            |
|         | 09.08 | Pt    | Wałbrzych           | Stadion im. Kusocińskiego, ul. Na Piaskowej Górze           |
|         | 10.08 | Sob   | Wrocław             | Plac obok hotelu Wrocław, przy ul. Powstańców Śląskich      |
| 33      | 12.08 | Pn    | Nysa                | Stadion sportowy, ul. Kraszewskiego 2                       |
|         | 13.08 | Wt    | Opole               | Plac przy Hali Widowiskowej, ul. Oleska                     |
|         | 14.08 | Śr    | Zabrze              | Teren obok Hali MOSiR                                       |
|         | 15.08 | Czw   | Tychy               | Plac "Pod Żyrafą" – centrum miasta, obok Urzędu Miejskiego  |
|         | 16.08 | Pt    | Bielsko-Biała       | Teren TKKF Błonia, ul. Pocztowa                             |
|         | 17.08 | Sob   | Katowice            | Teren parkingu za SPODKIEM                                  |
| 34      | 19.08 | Pn    | Częstochowa         | Plac na os. Północ, ul. Fieldorfa Nila                      |
|         | 20.08 | Wt    | Kalisz              | "Pola Marsowe" przy ul. Hanki Sawickiej                     |
|         | 21.08 | Śr    | Konin               | Park 700-lecia, przy ul. Sosnowej                           |
|         | 22.08 | Czw   | Włocławek           | Plac przy ul. Kaliskiej/Broniewskiego                       |
|         | 23.08 | Pt    | Płock               | Plac przy ul.Łukasiewicza/Batalionów Chłopskich             |
|         | 24.08 | Sob   | Łódź                | Plac przy al. Piłsudskiego/Kilińskiego/Sienkiewicza         |
| 35      | 25.08 | Niedz | Warszawa            | Pole Mokotowskie, ul. Żwirki i Wigury                       |
|         | 26.08 | Pn    | Radom               | Plac przy ul. Chrobrego/Struga – centrum Radomia            |
|         | 27.08 | Wt    | Kielce              | Zalew, ul. Klonowa                                          |
|         | 28.08 | Śr    | Tarnów              | Plac przy ul. Bandrowskiego 9                               |
|         | 29.08 | Czw   | Nowy Sącz           | Plac przy Al. Wolności                                      |
|         | 30.08 | Pt    | Zakopane            | Dolna Rówień Krupowa                                        |
|         | 31.08 | Sob   | Kraków              | Błonia Krakowskie                                           |

## 1997
W tym roku przyjęto konwencję Indiany Jonesa. RMF miało odwiedzić od 26 czerwca do 30 sierpnia 53 polskie miasta.
Wystąpili między innymi:
- Robert Chojnacki,
- Mafia,
- O.N.A.,
- De Su,
- Piersi,
- T-Love,
- Voo Voo,
- Elektryczne Gitary,
- Dżem,
- Big Cyc.

### Inwazja Pomocy
Jednak w związku z Powodzią tysiąclecia, która miał miejsce na początku lipca 1997 roku, Inwazja Mocy została przerwana i została przekształcona w "Inwazję Pomocy". Codziennie, zamiast nagrody w konkursie, przekazywano kwotę 5000 złotych najbardziej potrzebującym rodzinom. Radio przekazało także na fundusz pomocy ofiarom powodzi 300 000 złotych z licytacji pamiątek przekazanych przez artystów i polityków. Jeszcze w trakcie pierwszego tygodnia powodzi radio zebrało i wysłało ponad 150 ciężarówek darów dla powodzian od mieszkańców Krakowa. Na cały okres powodzi radio zmieniło swoją ramówkę. Część sprzętu, który miał brać udział w Inwazji Mocy – dwa wozy opancerzone, helikopter oraz sanitarka – nie tylko zajmowała się obsługą dziennikarzy stacji, skierowanych do prowadzenia relacji z obszarów objętych powodzią, ale także brała czynny udział w akcji ratunkowej.

### Przebieg trasy
| Data        | Miasto               |
| ----------- | -------------------- |
| 21 czerwca  | Łódź                 |
| 23 czerwca  | Płock                |
| 24 czerwca  | Włocławek            |
| 25 czerwca  | Konin                |
| 26 czerwca  | Inowrocław           |
| 27 czerwca  | Bydgoszcz            |
| 28 czerwca  | Poznań               |
| 30 czerwca  | Leszno               |
| 1 lipca     | Kalisz               |
| 2 lipca     | Sieradz              |
| 3 lipca     | Piotrków Trybunalski |
| 4 lipca     | Częstochowa          |
| 5 lipca     | Katowice             |
| 7 lipca     | Tychy                |
| 8 lipca     | Bielsko-Biała        |
| 9 lipca     | Jastrzębie Zdrój     |
| 10 lipca    | Zabrze               |
| 11 lipca    | Opole                |
| 12 lipca    | Wrocław              |
| 14 lipca    | Wałbrzych            |
| 15 lipca    | Jelenia Góra         |
| 16 lipca    | Legnica              |
| 17 lipca    | Zielona Góra         |
| 18 lipca    | Gorzów Wielkopolski  |
| 19 lipca    | Szczecin             |
| 21 lipca    | Międzyzdroje         |
| 22 lipca    | Kołobrzeg            |
| 23 lipca    | Drawsko Pomorskie    |
| 24 lipca    | Piła                 |
| 25 lipca    | Szczecinek           |
| 26 lipca    | Koszalin             |
| 28 lipca    | Darłowo              |
| 29 lipca    | Ustka                |
| 30 lipca    | Kościerzyna          |
| 31 lipca    | Łeba                 |
| 1 sierpnia  | Władysławowo         |
| 2 sierpnia  | Gdynia               |
| 4 sierpnia  | Elbląg               |
| 5 sierpnia  | Tczew                |
| 6 sierpnia  | Grudziądz            |
| 7 sierpnia  | Toruń                |
| 8 sierpnia  | Ostróda              |
| 9 sierpnia  | Olsztyn              |
| 11 sierpnia | Mrągowo              |
| 12 sierpnia | Giżycko              |
| 13 sierpnia | Suwałki              |
| 14 sierpnia | Białystok            |
| 15 sierpnia | Łomża                |
| 16 sierpnia | Warszawa             |
| 18 sierpnia | Siedlce              |
| 19 sierpnia | Puławy               |
| 20 sierpnia | Radom                |
| 21 sierpnia | Kielce               |
| 22 sierpnia | Tarnobrzeg           |
| 23 sierpnia | Lublin               |
| 25 sierpnia | Zamość               |
| 26 sierpnia | Rzeszów              |
| 27 sierpnia | Tarnów               |
| 28 sierpnia | Nowy Sącz            |
| 29 sierpnia | Zakopane             |
| 30 sierpnia | Kraków               |

## 1998
W tym roku Inwazja odbywała się z musicalem Fame. Inwazja zawitała aż do 63 miast. Na koncertach grali między innymi Skaldowie, Kult, O.N.A., Budka Suflera, Breakout, Voo Voo, Lady Pank, T-Love, Perfect, Dżem, Hey, Republika. Partnerami Inwazji Mocy 98 byli m.in. Polsat i Simplus, który wydał z tej okazji specjalne karty telefoniczne.

### Przebieg trasy
| Data        | Miasto              |
| ----------- | ------------------- |
| 20 czerwca  | Katowice            |
| 21 czerwca  | Tychy               |
| 23 czerwca  | Bielsko-Biała       |
| 24 czerwca  | Gliwice             |
| 25 czerwca  | Kędzierzyn Koźle    |
| 26 czerwca  | Opole               |
| 27 czerwca  | Wrocław             |
| 29 czerwca  | Wałbrzych           |
| 30 czerwca  | Jelenia Góra        |
| 1 lipca     | Leszno              |
| 2 lipca     | Kalisz              |
| 3 lipca     | Konin               |
| 4 lipca     | Łódź                |
| 6 lipca     | Płock               |
| 7 lipca     | Włocławek           |
| 8 lipca     | Toruń               |
| 9 lipca     | Inowrocław          |
| 10 lipca    | Bydgoszcz           |
| 11 lipca    | Poznań              |
| 13 lipca    | Zielona Góra        |
| 14 lipca    | Gorzów Wielkopolski |
| 15 lipca    | Piła                |
| 16 lipca    | Czaplinek           |
| 17 lipca    | Stargard            |
| 18 lipca    | Szczecin            |
| 20 lipca    | Świnoujście         |
| 21 lipca    | Kamień Pomorski     |
| 22 lipca    | Człuchów            |
| 23 lipca    | Kołobrzeg           |
| 24 lipca    | Ustronie Morskie    |
| 25 lipca    | Koszalin            |
| 27 lipca    | Ustka               |
| 28 lipca    | Słupsk              |
| 29 lipca    | Lębork              |
| 30 lipca    | Kościerzyna         |
| 31 lipca    | Reda                |
| 1 sierpnia  | Gdynia              |
| 3 sierpnia  | Elbląg              |
| 4 sierpnia  | Tczew               |
| 5 sierpnia  | Kwidzyn             |
| 6 sierpnia  | Grudziądz           |
| 7 sierpnia  | Ostróda             |
| 8 sierpnia  | Olsztyn             |
| 10 sierpnia | Mrągowo             |
| 11 sierpnia | Giżycko             |
| 12 sierpnia | Ełk                 |
| 13 sierpnia | Białystok           |
| 14 sierpnia | Łomża               |
| 15 sierpnia | Warszawa            |
| 17 sierpnia | Częstochowa         |
| 18 sierpnia | Kielce              |
| 19 sierpnia | Radom               |
| 20 sierpnia | Kazimierz Dolny     |
| 21 sierpnia | Biała Podlaska      |
| 22 sierpnia | Lublin              |
| 24 sierpnia | Zamość              |
| 25 sierpnia | Stalowa Wola        |
| 26 sierpnia | Przemyśl            |
| 27 sierpnia | Rzeszów             |
| 28 sierpnia | Tarnów              |
| 29 sierpnia | Nowy Sącz           |
| 30 sierpnia | Kraków              |

## 1999
W tym roku przyjęto konwencję Jamesa Bonda. Na trasie znalazły się 62 miasta. Partnerem Inwazji Mocy 1999 był OFE Epoka.
Wśród gwiazd wystąpili na scenie:
- Perfect
- Kayah
- T-Love
- O.N.A.
- Lady Pank
- De Mono
- Piersi
- Elektryczne Gitary
- Hey
- Big Cyc
- Dżem
- Voo Voo
- Żuki
- Blenders
- Porter Band
- i inni.

## 2000
Z okazji 10 urodzin RMF zorganizowało "10 megafestiwali na 10 lecie RMF FM". Partnerami Inwazji Mocy 2000 byli: TVN, Interia, Simplus oraz Skoda. Oprócz 40 polskich gwiazd na scenie pojawili się zagraniczni artyści:
- Lublin, Radawiec – 24 czerwca – The Stranglers
- Łódź, Lublinek – 2 lipca – Joe Cocker
- Poznań, Malta – 9 lipca – H-Blockx
- Gliwice, Aeroklub – 15 lipca – Pet Shop Boys
- Wrocław, Szymanów – 22 lipca – The Brand New Heavies
- Gdynia, Babie Doły – 30 lipca – The Cranberries (koncert odwołano)
- Szczecin, Dąbie – 5 sierpnia – Alphaville
- Olsztyn, Dajtki – 12 sierpnia – Chumbawamba
- Warszawa, Modlin – 19 sierpnia – Texas
- Kraków, Pobiednik Wielki – 26 sierpnia – Scorpions

Wśród polskich gwiazd wystąpili:
- Kasia Kowalska
- T-Love
- Renata Przemyk
- Perfect
- Voo Voo
- Kukiz & Piersi
- Hey
- Big Cyc
- O.N.A.
- Robert Gawliński
- Raz Dwa Trzy
- Brathanki
- Blenders
- Pudelsi
- Budka Suflera
- Lady Pank
- i inni